# Gorizont 31
O Gorizont 31 (também conhecido por Gorizont 43L) foi satélite de comunicação geoestacionário russo da série Gorizont construído pela NPO PM. Ele esteve localizado na posição orbital de 40 graus de longitude leste e era operado pela RSCC (Kosmicheskiya Svyaz). O satélite foi baseado na plataforma KAUR-3 e sua expectativa de vida útil era de 3 anos.O mesmo saiu de serviço em maio de 2006 e foi transferido para uma órbita cemitério.

## Lançamento
O satélite foi lançado com sucesso ao espaço no dia 25 de janeiro de 1996, às 10:00 UTC, por meio de um veículo Proton-K/Blok-DM-2, lançado a partir do Cosmódromo de Baikonur, no Cazaquistão. Ele tinha uma massa de lançamento de 2.300 kg.

## Capacidade
O Gorizont 31 era equipado com 6 transponders em banda C e um em banda Ku.